# 1695 en France
Chronologie de la France
- 1691
- 1692
- 1693
- 1694
- 1695
- 1696
- 1697
- 1698
- 1699

Cette page concerne l’année 1695 du calendrier grégorien.

## Événements
- 4 janvier : mort du maréchal de Luxembourg. Le maréchal de Villeroy lui succède à la tête de son armée[1].
- 18 janvier : déclaration royale établissant la capitation, nouvel impôt sur les chefs de famille mis en place par le contrôleur général Pontchartrain, basé sur le rang social. Elle sert à financer la guerre[2]. Le Parlement l’enregistre le 21 janvier.
- 4 février : Fénelon est nommé par le roi archevêque de Cambrai. Il dénonce la sous-alimentation, l’abandon des terres, la dépopulation des villes et des campagnes, le chômage, la diminution du commerce et l’inutilité des guerres. Il voit se rassembler autour de lui un parti d’opposition au sein même de la Cour.

- 6-13 avril : le maréchal de Boufflers fait construire de nouvelles lignes de défense entre la Lys et l’Escaut pour renforcer la frontière[3]. Le duc de Bavière tente en vain de s’y opposer[3].

- Avril : règlement de la juridiction ecclésiastique ; les ordres du roi seront affichés à la porte de l’église et non plus lues lors du prône du dimanche[1]. Le pouvoir des évêques est renforcé, les maîtres d’écoles devront être approuvés par les curés et inspecté par les évêques en ce qui concerne l’enseignement religieux[4].

- 10 juillet : Bossuet sacre Fénelon archevêque de Cambrai[1].
- 14 juillet : nouveau bombardement de Saint-Malo par l’amiral Berkeley[2].
- 26 juillet : l’assemblée du clergé réunie à Saint-Germain-en-Laye accorde au roi un « don gratuit » de 10 millions de livres[5].

- 4 août : le prince d’Orange reprend Namur[1].

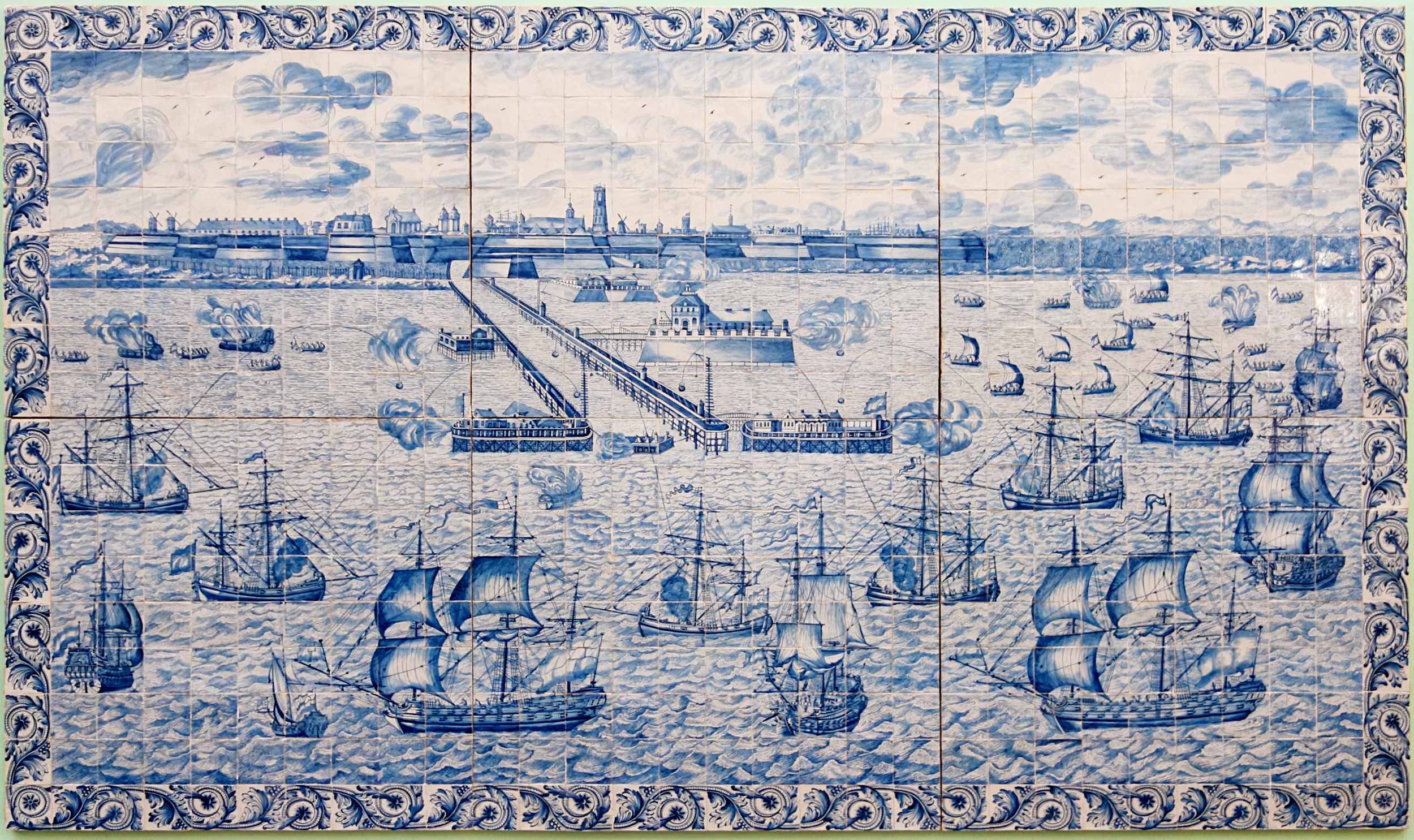
11 août : bombardement de Dunkerque. Cornelis Boumeester, musée des beaux-arts de Dunkerque.

- 11 août : échec du bombardement de Dunkerque par la flotte anglaise[2],[6], rôle de Jean Bart[Note 1]

- 13 août - 15 août : prétextant une action de représailles à la suite des bombardements anglais sur les côtes françaises, le maréchal de Villeroy bombarde et incendie Bruxelles pour le compte de Louis XIV, rasant la Grand-Place et une grande partie de la ville, dans une tentative de distraire les troupes alliées qui assiègent Namur[2].

- 19 août : Louis Antoine de Noailles, protégé de Madame de Maintenon, est nommé archevêque de Paris. Il la décevra par ses sympathies jansénistes.
- 5 septembre : capitulation de la citadelle de Namur[1].
- 18 septembre : le marquis de Crénant, après accord secret avec le duc de Savoie rend Casal après démolition de ses fortifications. La place est restituée au duc de Mantoue[7].

- 27 décembre : arrestation de Madame Guyon pour quiétisme à Popincourt[8].